# Желбау
Желбау (с казахского «ветер + шнур»)— домотканная шерстяная лента (кур), шириной в 2-5 см. Согласно КНЭ, используется для скрепления стыков решеток установленной юрты (завязки, скрепляюшщие жерди при транспортировке, называются уыкбау). При сильных ветрах для укрепления юрты к желбау привязываются тяжелые предметы или желбау закрепляется на кольях. Некоторые источники указывают на декоративные функции желбау, концы желбау иногда украшаются декоративными кистями (шашакбау), дополнительной ценностью обладают ворсовые желбау.
Желбау упоминается в свадебных обрядах: жених во время одной из игр восклицает «За домом палка, откройте дверь, а то я буду тянуть желбау», угрожая свалить юрту, если его не впустят.